# Einiosaurus
Einiosaurus este un gen de dinozauri erbivori care au trait în Cretacic în nord-estul Americii de Nord. Rudele lui sunt Triceratops, Styracosaurus, Utahceratops, etc. Cel mai mic ceratopsian era Protoceratops care era de marimea unui porc.
Einiosaurus era un dinozaur erbivor din famila Ceratopsidae care trăia în grup. Einiosaurus avea 3 coarne pe care le folosea pentru a se apăra de carnivorii. Dar ruda lui, Styracosaurus avea 7 coarne. Cel mai mare dinozaur ceratopsian era Utahceratops cu o lungime de aproape 3m.